# アトランタ・ブレーブス
アトランタ・ブレーブス（英語: Atlanta Braves、略称: ATL）は、メジャーリーグベースボール（以下、MLB）ナショナルリーグ東地区所属のプロ野球チーム。本拠地はジョージア州アトランタの郊外カンバーランドにあるトゥルーイスト・パーク。

## 概要
現存するMLB加盟球団の中では1870年創設のシカゴ・カブスに次ぐ古参球団で、1871年にマサチューセッツ州ボストンにてボストン・レッドストッキングスとして創設された。同年から1875年まで加盟していた全米プロ野球選手協会（ナショナル・アソシエーション）では4度のリーグ優勝を誇り、1876年から加盟するナショナルリーグでも1898年までに8度のリーグ優勝を遂げた。1914年にワールドシリーズ初制覇を果たした。
しかし、その後は長期低迷に苦しむこととなる。1948年に34年ぶりのリーグ優勝を果たしたが、ボストン・レッドソックス（アメリカンリーグ）の人気の陰で観客動員数も低迷していたため、1953年にウィスコンシン州ミルウォーキーへ移転。1957年にはハンク・アーロンを擁して2度目のワールドチャンピオンに輝くも、再び観客動員数が低迷し、1966年にアトランタへ移転した。
1991年に長期低迷から復活。ボビー・コックス監督の下、グレッグ・マダックス、トム・グラビン、ジョン・スモルツの先発三本柱を中心に黄金時代を築く。1991年から2005年まで、14年連続（ストでシーズンが打ち切りとなった1994年を除く）の地区優勝を遂げる。ポストシーズンには弱く、同地区のフロリダ・マーリンズがこの間に1997年、2003年といずれもワイルドカードで出場し、共にワールドシリーズ優勝に輝いたのとは対照的に、リーグ優勝は1991年・1992年・1995年・1996年・1999年の5回ありながら、ワールドシリーズ優勝は1995年の1回のみであった。
ターナー・フィールドの項でも触れているが、かつてはターナー・ブロードキャスティング・システム（TBS）がオーナー企業だった。1996年、TBSはアメリカ国内の巨大メディアグループであるタイム・ワーナーに買収された。地元ジョージア州を中心としたアメリカ南東部で高い人気を誇るとともに、TBSを中心とした主催試合の全国放送が多く（その代わり、TBSはブレーブスに対する放映権料とは別にMLBに対していわゆる「スーパーステーション税」を支払っていた）一般での認知度が高い、MLBで最も人気のある球団の1つである。TBSが2008年シーズンからMLBのレギュラーシーズン全国放送を行うため（メジャーリーグベースボール#テレビ放映権の項参照）、ブレーブス戦の放送はTBSが運営するアトランタの地上波局WPCH-TVに移行する。
2007年2月12日、タイム・ワーナーと同じくアメリカの巨大メディア企業であるリバティメディアとの間で、リバティメディアが保有するタイム・ワーナー株式とブレーブスを交換することで交渉が成立、同年5月16日に、オーナー会議でチーム譲渡が満場一致で承認された。評価額は4億5000万ドル（約545億円）。
地元意識の強い国民性のため、「北のニューヨーク・ヤンキース、南のアトランタ・ブレーブス」とライバル視され語られることも多いが、「アメリカンリーグではヤンキース、ナショナルリーグではブレーブス」と両方を贔屓にするファンも数多くいる。
古き良きアメリカ南部の親しみやすさに都会的な洗練されたイメージを上手く掛け合わせたようなチームイメージで商業的にも成功していたが、近年は地区優勝はするがポストシーズンでは勝てずに観客動員が減少傾向にあり、オーナー側の意向もあって年俸総額の圧縮に迫られている。
クリント・イーストウッドの映画『人生の特等席』では主人公がこの球団のスカウト一筋だったという設定になっている。

## 球団の歴史

### 球団創設

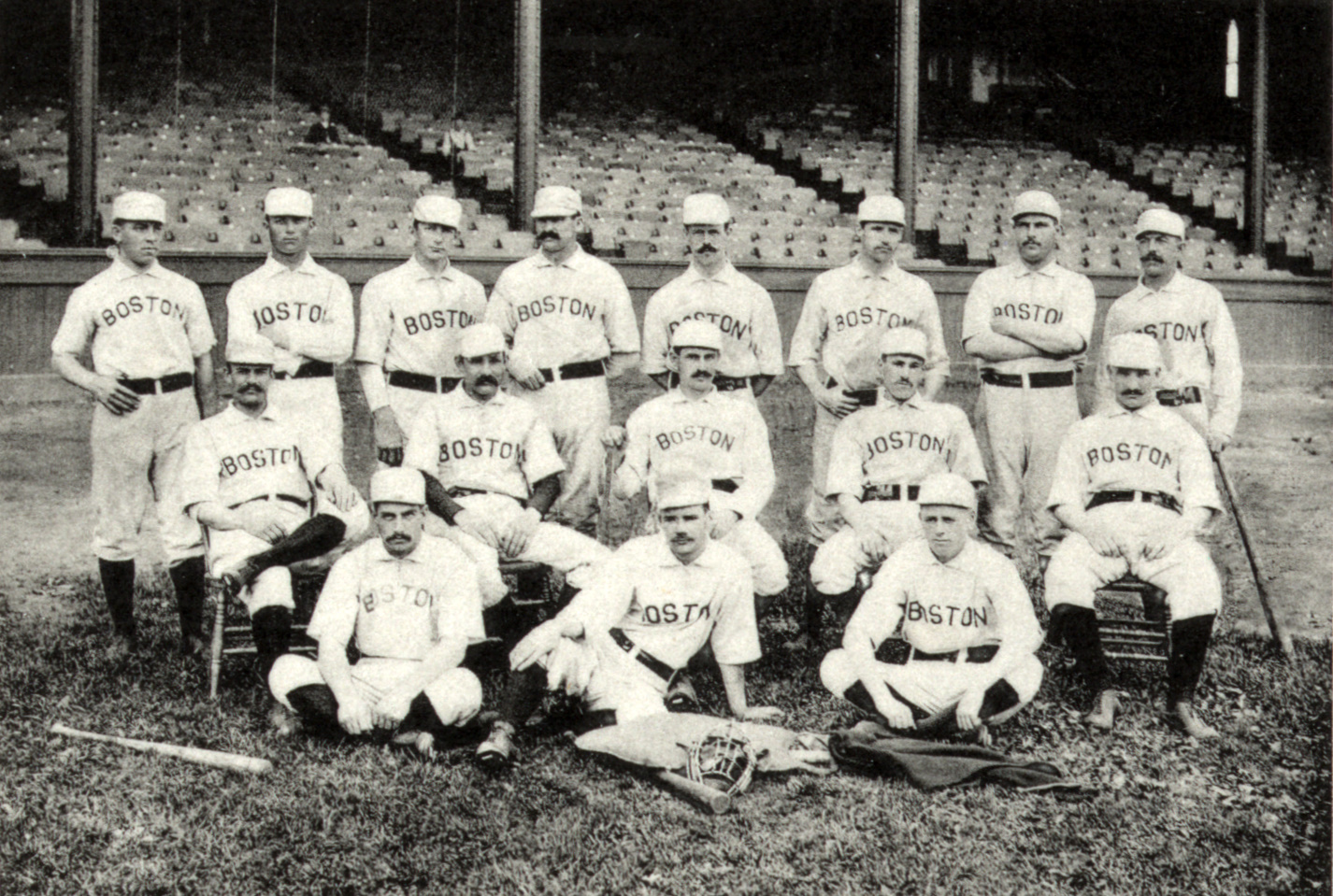
ボストン・ビーンイータース(1888年)

1866年に創設され、1867に全米野球選手協会に加盟し、1869年に全米初のプロ野球チームとなったシンシナティ・レッドストッキングスは、1870年シーズン終了後、選手への報酬が負担となって解散、プロアマ混在となっていた全米野球選手協会も解体された。
監督兼任だったハリー・ライトら数人の選手は、スポーツに理解のあったボストンの実業家アイバース・ホイットニー・アダムスの誘いでボストンに赴くことになった。翌1871年1月、アダムスの出資の元でボストンを本拠地としたボストン・レッドストッキングスが創設され、2ヶ月後に創立された全米初のプロ野球リーグであるナショナル・アソシエーションに加盟した。初年度は3位に終わったが、1872年から1875年まで4連覇を果たした。なお、同リーグに加盟したチームは9つあり、その中には現在も残るレッドストッキングス（現:ブレーブス）の他にシカゴ・ホワイトストッキングス（現・シカゴ・カブス）もあった。
1875年シーズンをもってナショナル・アソシエーションは解体され、1876年に発足したナショナルリーグに加盟した。同リーグには新たに創設し直されたシンシナティ・レッドストッキングスも加盟していたため、ボストン・レッドキャップスと呼ばれることもあった。初年度は4位だったが、1877年にはリーグ初優勝、1878年にもリーグ連覇を果たした。1883年にはボストン・ビーンイーターズと名前を変え、同年には3度目のリーグ優勝をしている。1890年、フランク・セレーが監督に就任し、1891年から1893年にかけてリーグ3連覇、1897年、1898年にリーグ2連覇を果たすなど、20世紀に入るまでに8度のリーグ優勝を誇った。ビーンイーターズは1871年から1914年まで、サウス・エンド・グラウンズを本拠地球場としていたが、3代に渡って球場が建て直されている。1894年5月15日には、子供の火遊びに端を発した大火災が発生、球場を含め多くの建物が全焼し、仮本拠地球場での試合を余儀なくされた。

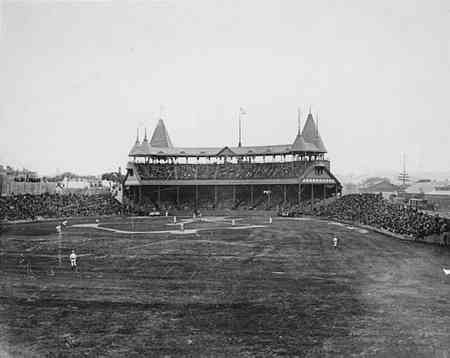
サウス・エンド・グラウンズ

1901年にアメリカンリーグが創立されると、新たにボストンを本拠地とするボストン・アメリカンズ（現・ボストン・レッドソックス）が創設された。そして、アメリカンズから好待遇を約束されたため、ビーンイーターズの主力選手の大半がアメリカンズに移籍してしまう。チームを支えた選手の大半がいなくなったことで、ビーンイーターズは一気に低迷。1913年までに5度の100敗シーズン、1909年から1912年まで4年連続最下位を記録してしまう。その間に球団名も変わり続け、1907年にボストン・ダブズ、1911年には1年限りでボストン・ラスラーズ、1912年からやっと現在に繋がるボストン・ブレーブスに定着することとなった。

### ミラクル・ブレーブス
転機となったのは1913年、名将として知られていたジョージ・スターリングの監督就任である。1913年に5位に浮上したブレーブスだが、1914年は開幕当初に4勝18敗と散々な成績で下位に低迷していた。7月4日の段階で26勝40敗となり、首位であるニューヨーク・ジャイアンツ（現・サンフランシスコ・ジャイアンツ）との差は15ゲームと大きく開いていた（当時ジャイアンツは名将ジョン・マグローの下、ブレーブスに代わってナ・リーグで圧倒的強さを誇っていた）が、ブレーブスはここから快進撃をみせ、68勝19敗という驚異的な勝率で勝ち上がり、終わってみれば94勝59敗で、2位ジャイアンツに10.5ゲーム差という大差をつけてリーグ優勝を果たしたのだった。初出場となったワールドシリーズでは、フィラデルフィア・アスレチックス（現・オークランド・アスレチックス）と対戦。アスレチックスは前年のワールドシリーズを制しており、アスレチックス有利という下馬評だったが、ワールドシリーズ初の4連勝で制し、初のワールドチャンピオンに輝いた。この年のブレーブスの躍進は「ミラクル・ブレーブス」と呼ばれ、球史に名を残すこととなった。
この年のワールドシリーズはレッドソックスの本拠地球場であるフェンウェイ・パークで行われている。これはブレーブス本拠地球場であるサウス・エンド・グラウンズがシリーズを開催するには小さすぎるということがあり、代替球場として同じボストンにあるフェンウェイ・パークが選ばれている。その後、ブレーブスのワールドシリーズ制覇に気をよくしたオーナーのジェームス・ガフニーによって、ブレーブスにも新球場であるブレーブス・フィールドが建設されることとなり、新球場が完成する1915年のシーズン途中まで、再びフェンウェイ・パークを間借りしている。

### 長期低迷
1914年の躍進後、ブレーブスは再びリーグ優勝から遠ざかることとなる。1936年までに1915年と1916年、1932年と1933年の4シーズンを除いて、勝率5割を切るシーズンが続いた。レッドソックスがボストンのみならず、全米でも屈指の人気を誇るチームに成長するのとは対照的にブレーブスの人気は次第に下降し、本拠地球場のブレーブス・フィールドでは観客減に悩まされた。1923年からエミル・フックスがオーナーとなり、1928年にはロジャース・ホーンスビーをチームに招いた。ホーンスビーは首位打者を獲得するなど、額面どおりの活躍を見せたが、チームは低迷したままだった。この年のオフにはホーンスビーをカブスに1対5プラス20万ドルという当時としては破格のトレードで放出し、1929年にはフックス自らが監督を務めたが、状況は全く改善されなかった。元判事のこの人物は、アマチュア野球で捕手をやっていた程度の経験しか無かった。選手たちは監督の命令を無視し、コーチのジョニー・エバースの指示を仰いだ。ある時などエバースが「カウント2ボール1ストライクですが、どうしますか？」と聞くと、「ホームランを打つように言え」と返事をした。
1935年にはニューヨーク・ヤンキースを退団したベーブ・ルースを獲得し、通算714号本塁打を記録したが、シーズン途中の6月限りで引退した。この年には、38勝115敗でMLBワースト3位となる勝率.248を記録するなど、チームはどん底の状態だった。
1935年のシーズン途中でフックスがオーナーを辞任。1936年には球団名を一般公募し、ボストン・ビーズと名前を変え、本拠地球場もナショナル・リーグ・パークに改称された。1937年には久々に勝率5割に復帰するが、1939年からは再び負け越しのシーズンが続いた。5年後の1941年には再びブレーブスに名前を戻すこととなり、球場の名前も従来のブレーブス・フィールドとなった。第二次世界大戦が終わった1946年、名将として名高かったビリー・サウスワースが監督に就任した。この頃にはウォーレン・スパーン、ジョニー・セインという左右のエースが台頭し始めており、この年には81勝72敗でリーグ4位、1947年には86勝68敗でリーグ3位になるなど、チームはかすかに上昇の兆しを見せ始める。

### スパーンとセイン

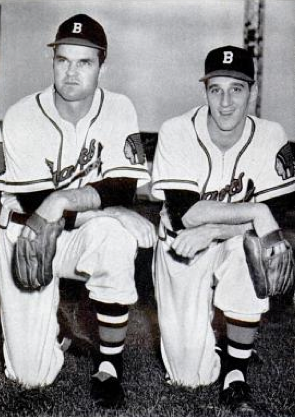
ウオーレン・スパーン(右) とジョニー・セイン(左)。

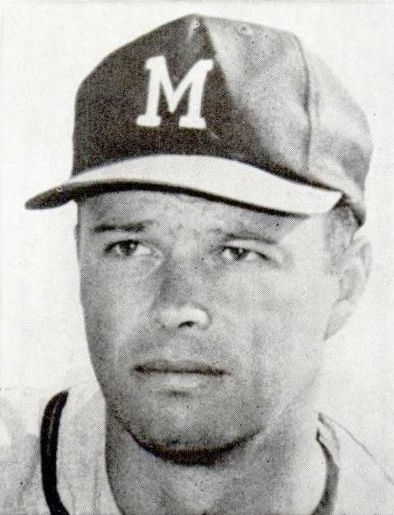
エデイ・マシューズ

1948年にはスパーンとセインの2人で39勝という大車輪の活躍で、「Spahn and Sain and pray for rain.（スパーンとセインで勝ったら、あとは雨を祈れ）」という名文句が生まれる程だった。この年、91勝62敗という成績で、24年ぶりとなるリーグ優勝を果たした。ワールドシリーズではクリーブランド・インディアンスと対戦し、どちらのチームも久々のワールドシリーズ出場という顔合わせになったが、2勝4敗で敗れた。その後は優勝とは縁がなくなり、久々のリーグ優勝で一時的に増加した観客数も激減。1952年に観客数が28万人まで減少したところで、ミルウォーキーへの移転が決定し、慣れ親しんだボストンを離れることとなった。

### 2度の移転
元々野球熱は高かったがMLB球団がなかったミルウォーキー（現・ボルチモア・オリオールズが当初1901年にミルウォーキーを本拠地としていたが、1年で移転した）で、ブレーブス（ミルウォーキーを本拠地とした経験のある球団はブルワーズを名乗ることが多かったが、当球団はブレーブスの愛称のまま活動した）は熱烈な歓迎を受けた。移籍初年度の1953年、新球場であるミルウォーキー・カウンティ・スタジアムでは、182万人という当時のナ・リーグ史上最多となる観客動員を記録し、その勢いに乗ってチームもリーグ2位に浮上した。この年にはエディ・マシューズが本塁打王を獲得し、1954年にはボストン時代にスカウトしたハンク・アーロンがメジャーデビューするなど、この2人を中心とした新たなスター選手の台頭も重なることとなった。1954年から4シーズン続けて観客数は200万人を超え、1957年には移転後初のリーグ優勝を果たした。ワールドシリーズではケーシー・ステンゲル率いるヤンキースとの激戦を制し、4勝3敗で43年ぶりのワールドチャンピオンに輝いた。1958年にもリーグ優勝を果たし、ワールドシリーズでは再度ヤンキースと対戦したが、今度は3勝4敗で敗れた。
1959年はロサンゼルス・ドジャースと同率首位に並び、3試合のプレイオフを行ったが、2連敗でリーグ3連覇を逸した。1960年代に入ると徐々にチームは低迷し、それと共に客足も鈍くなった。その間にはスパーンが13度目の20勝、アーロンが本塁打王や打点王を獲得するなど、選手の活躍は相変わらずだったが、個人の成績とは裏腹にリーグ優勝には届かなかった。1965年には観客数が55万人まで落ち込み、球団は球場賃貸契約の終了と共にアトランタへの移転を決定した。
アトランタに移籍した初年度こそ、観客動員は153万人を記録するなど、まずまずの人気を誇った。チームの下位低迷が続くと、こちらでも徐々に人気は下落した。同年にはNFLのアトランタ・ファルコンズも誕生し、絶大な人気を誇っていたのとは対照的だった。1969年、東西地区制となり、ブレーブスは西地区に在籍する。この年にはナックルボールで知られるフィル・ニークロ、44本塁打を記録したアーロンらの活躍で、初の地区優勝を果たした。リーグ優勝決定シリーズでは、「ミラクル・メッツ」と呼ばれ、快進撃を続けていたニューヨーク・メッツにあっさりと3連敗し、リーグ優勝を逃している。

### ハンク・アーロン

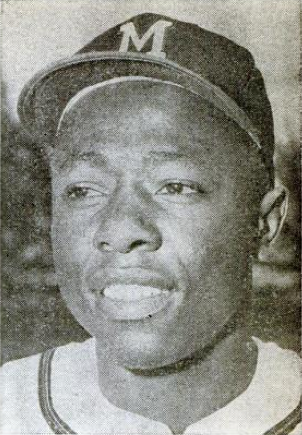
ハンク・アーロン（1960年）

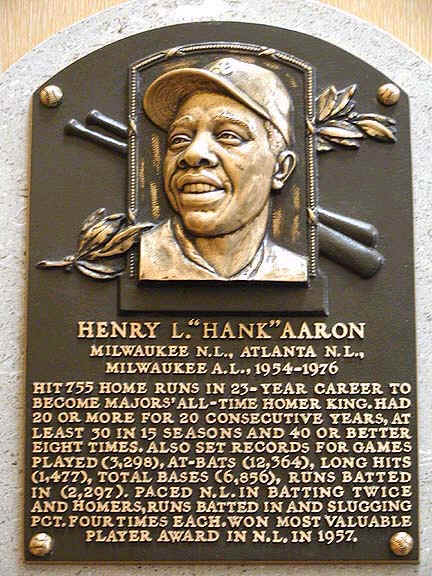
ハンク・アーロン

1970年代に入ると、チームの成績よりもアーロンの本塁打記録に注目が注がれることとなる。それまで順調に本塁打を積み重ねていたアーロンだったが、1972年にウィリー・メイズの記録である660本を抜くと、俄然注目が集まるようになった。1973年には40本塁打を放ち、ルースの記録まであと一本と迫る713本でシーズンを終えると、記録が持ち越されることとなった翌年のシーズン前には異様な程の熱気に包まれた。観客減に悩まされていたブレーブス首脳はアーロンが本拠地での記録達成を願い、敵地での開幕戦に出場させないことを検討した程だった。アーロンは1974年の開幕戦で本塁打を放ち、ルースの記録に並ぶと、4月8日に本拠地球場のアトランタ・フルトン・カウンティ・スタジアムで新記録となる715号本塁打を放ち、全米が熱狂に包まれることとなった。
アーロンの記録達成後はこれといった話題もなく、チームの低迷と相まって人気はますます落ち込んでいった。1976年にはターナー・ブロードキャスティング・システムがチームを買収。1976年のシーズン途中には、チームの低迷に業を煮やしたオーナーのテッド・ターナーが自ら監督を務め、1試合限りで退任させられる珍事もあった。1980年代に入ると、ニークロやデール・マーフィー、日本プロ野球のヤクルトスワローズにも在籍したボブ・ホーナーといった選手がチームを支えた。1982年にはジョー・トーリ監督の下、久々の地区優勝を果たすが、セントルイス・カージナルスに3連敗し、リーグ優勝はならなかった。その後、上記の選手も次々と退団し、1988年から1990年には3年連続地区最下位に沈むなど、まさに暗黒時代を迎えていた。

### 黄金時代
1990年のシーズン途中、GMを務めていたボビー・コックスがGM兼任監督に就任する。コックスはベテランのマーフィーを放出すると、代わりに新人のデビッド・ジャスティスをレギュラーに定着させ、この年の新人王獲得の活躍を引き出す。1991年、コックスは監督専任となり、カージナルスから獲得したテリー・ペンドルトンが首位打者とMVPを獲得する活躍をみせ、投手陣でもトム・グラビンがサイ・ヤング賞を獲得、ジョン・スモルツ、スティーブ・エイベリーといった若手選手も台頭したことで、MLB史上初となる前年最下位からの地区優勝を果たした。リーグ優勝決定シリーズでもピッツバーグ・パイレーツを下し、ブレーブスとしては33年ぶり、アトランタに移転して初のリーグ優勝を果たした。ワールドシリーズでは、これまた前年最下位だったミネソタ・ツインズと対戦し、史上初の前年最下位チーム同士のワールドシリーズとなった。このシリーズは球史に残る激戦となり、延長戦3試合、サヨナラ試合4試合という戦いの末、3勝4敗で敗れた。
1992年も地区優勝を果たし、再びパイレーツとの対戦となったリーグ優勝決定シリーズでも、激戦の末にこれを下した。トロント・ブルージェイズとの対戦となったワールドシリーズでは2勝4敗で敗れ、またしてもワールドシリーズ制覇はならなかった。1993年にはカブスからグレッグ・マダックスを獲得し、以後グラビン、スモルツと共にMLB史上に残る先発三本柱を形成することとなった。マダックスは三本柱のリーダー格として、1992年から4年連続でサイ・ヤング賞を獲得している。この年には実質四本柱と言え、マダックスが20勝、グラビンが22勝、スモルツが15勝で、これに加えエイブリーが18勝を挙げた。打線もジャスティスが40本・120打点、ロン・ガントが36本・117打点、フレッド・マグリフが37本・101打点と強打を発揮し、投打共に最強といえる布陣だった。シーズンではサンフランシスコ・ジャイアンツとの一騎討ちとなり、シーズン最終戦で地区優勝を決めた。
1994年、2地区制から3地区制となり、ブレーブスは東地区所属となった。この年はストライキの影響でシーズンが中断され、2位でシーズンを終えている。1995年は先発三本柱がフル稼働し、新人でもチッパー・ジョーンズが台頭したことで、2位のメッツに21ゲーム差をつける大差で地区優勝を果たした。リーグ優勝決定シリーズでは、シンシナティ・レッズを4勝0敗で下すと、ワールドシリーズでは、こちらも圧倒的な強さで優勝したインディアンスを4勝2敗で破り、1957年以来となるワールドチャンピオンに輝いた。1996年は先発三本柱の中でもスモルツの活躍が大きく、24勝8敗・276奪三振でサイ・ヤング賞を獲得している。リーグ優勝も果たしたが、ワールドシリーズではヤンキースに2勝4敗で敗れている。
1997年には新球場のターナー・フィールドが開場。チームも当然のように地区優勝を果たすが、ワイルドカードを獲得したフロリダ・マーリンズに破れ、リーグ優勝はならなかった。1998年もリーグ優勝決定シリーズでサンディエゴ・パドレスに敗れてしまう。2年連続でリーグ優勝を逃し、雪辱に燃える1999年にはワイルドカードを獲得したメッツを下し、3年ぶりのリーグ優勝を果たすものの、再びヤンキースとの対戦となったワールドシリーズでは手も足も出ず4連敗で終わった。

### 2000年代
2005年までに14年連続（ストライキによりシーズンが途中で終了した1994年を除く）で地区優勝を遂げるが、2000年以降は6年連続でリーグ優勝を逃した。2002年からスモルツがクローザーに転向（2005年から再び先発に復帰。2009年にボストン・レッドソックスに移籍）、2003年にはグラビンがメッツに移籍（2008年にブレーブスに復帰）、2004年にはマダックスがカブスに移籍するなど、先発三本柱も過去のものとなった。
2006年には地区3位となり、史上最長のポストシーズン連続進出記録は14年で途切れた。
2007年もポストシーズンまであと一歩と迫ったものの、地区3位でシーズンを終えた。
2008年にはチームは生え抜きのスター選手であるアンドリュー・ジョーンズをロサンゼルス・ドジャースに放出。チームの刷新を図るも、結果は72勝90敗と大きく負け越し、地区4位に終わった。この年にはチッパー・ジョーンズが6月中旬まで4割を超える高打率を維持し、シーズン4割超えの期待がかかったが、その後の故障の影響もあり最終的に打率.364で首位打者を獲得するに留まった。シーズンオフには、デレク・ロウ、ハビアー・バスケス、川上憲伸らを獲得している。
2009年シーズン終了後には、ビリー・ワグナー、斎藤隆らを獲得している。

### 2010年代
2010年は地区2位となり、ワイルドカードでポストシーズンへ5年ぶりに進出したが、ディビジョンシリーズでジャイアンツに敗れた。1990年より長きに渡ってチームを率いたボビー・コックス監督がこの年限りで勇退し、かつてコックスの下でコーチを務めたフレディ・ゴンザレス監督が就任した。
2011年はダン・アグラを加え4番不在を解消し、7月にはマイケル・ボーンを迎え機動力を強化しポストシーズン進出圏内だったが、終盤に突然失速しポストシーズン進出を逃した。
2012年は、3月にジョーンズがこのシーズン限りで引退を表明。自慢の投手陣を軸に地区優勝はワシントン・ナショナルズにさらわれたものの、ワイルドカードで2年ぶりのポストシーズン進出を果たした。ポストシーズンでは同年から新設されたワイルドカードゲームでセントルイス・カージナルスと対戦したが3対6で敗れ、ディビジョンシリーズ進出はならなかった。
2013年は得点力不足解消の為、タンパベイ・レイズから兄B.J.、アリゾナ・ダイヤモンドバックスから弟ジャスティンのアップトン兄弟を獲得した。怪我人が続出し、苦しいシーズンだったが若手の台頭もあり、8年ぶりの地区優勝を果たした。ディビジョンシリーズでロサンゼルス・ドジャースと対戦するが1勝3敗でシーズンを終えた。11月10日、新築される総工費6億7200万ドルのサントラスト・パークに、2017年シーズンから本拠地を移転すると発表した。
2014年は、生え抜きのブライアン・マキャンがFAでニューヨーク・ヤンキースに移籍し、長くチームを支えたティム・ハドソンがサンフランシスコ・ジャイアンツに移籍した。2月4日、フレディ・フリーマンと球団史上最高額となる8年1億3500万ドルの契約を結んだ。この年は長打力を中心とした打線と、安定したブルペンを維持し、シーズンの連覇が期待された。しかし、シーズン前の3月に先発ローテーションの一角であった、クリス・メドレン、ブランドン・ビーチーが怪我のためシーズンを全休。急きょアーロン・ハラング、アービン・サンタナを獲得する。4月は好調で首位に立ったが、5月初めには7連敗、8月には8連敗を喫し、シーズンで5割を維持するのが精一杯であった。特にビジターの対西地区には弱く、4勝18敗で3度のスウィープを喫した。それでも、9月の前半まではワイルドカードを狙える位置にいたが、チームに9月を乗り切る勢いは無く、勝ち越したカードは最終のフィラデルフィア・フィリーズのみで、それ以外のカードは全て負け越し、シーズン79勝83敗で、フレディ・ゴンザレス監督が就任以来初めての負け越したシーズンとなった。シーズン終了を待たずして、GMのフランク・レンは解任され、新しいGMにジョン・ハート（John Hart）が就任した。その後は急激にチームの再建モードに入り、トレードで多数の主力選手を放出し、有望な若手の獲得を試みた。トレードで放出された主な選手としては、2014年オフにエバン・ガティス、ジェイソン・ヘイワード、ジョーダン・ウォルデン、アップトン兄弟（メルビン・アップトン・ジュニア、ジャスティン・アップトン）、クレイグ・キンブレル、2015年のシーズン中にアレックス・ウッド、ルイス・アビラン、2015年のシーズンオフにアンドレルトン・シモンズ、シェルビー・ミラーなどである。これらの影響で2015年は両リーグワースト3位となる95敗を喫した。2015年10月には新しいGMとして、36歳のジョン・コッポレラ（John Coppolella）と4年契約を結んだ。
2016年は開幕9連敗でシーズン序盤からつまずいた。9勝28敗となった5月16日にはゴンザレス監督が解任され、三塁コーチのブライアン・スニッカーが監督代行に就任した。1990年以来26年ぶりの地区最下位（68勝93敗）でシーズンを終えたが、後半戦は37勝35敗と勝ち越した。10月2日のデトロイト・タイガースとのシーズン最終戦がターナーフィールドでの最後の試合となった。
2017年は本拠地をサントラスト・パークに移してからの最初のシーズンとなった。チームは先発陣強化の為、バートロ・コローンやR・A・ディッキーを獲得。野手ではマット・ケンプやブランドン・フィリップスを獲得してシーズンに臨むが、期待通りの成果が中々出ない上に若手の伸び悩みなどもあって4年連続負け越しの72勝90敗でナショナルリーグ東地区3位の成績に終わった。またシーズン終了後の11月20日にはGMのジョン・コッポレラが海外選手獲得に関するMLB規則に違反した為、球界永久追放の処分を受けた。コッポレラの後任には元ブルージェイズＧＭのアレックス・アンソポロスが就任した。
2018年はオジー・アルビーズやロナルド・アクーニャ・ジュニアなどの若手が台頭しチームも好調を維持。フィラデルフィア・フィリーズと熾烈な優勝争いを繰り広げるも、直接対決に連勝して5年ぶりの地区優勝を果たした。ディビジョンシリーズでは奇しくも5年前と同じロサンゼルス・ドジャースと対戦したがまたも1勝3敗でシリーズ敗退となった。また、アクーニャ・ジュニアは新人王を受賞した。オフにはアクーニャ・ジュニアはMLB選抜の一員として2018日米野球のため訪日している。
2019年は連覇を狙うシーズンだったが、地区優勝を予想した解説者がいないなど評価が低い中で野手ではジョシュ・ドナルドソンを獲得してシーズンに臨んだ。開幕戦ではフィラデルフィア・フィリーズにスウィープされるなど、波乱の展開であったが徐々にチームは順位を上げていった。特にロナルド・アクーニャ・ジュニアが昨年以上の活躍を見せるなど若手選手の活躍と、フレディ・フリーマンらベテラン勢の好調が上手く噛み合いチームは首位を守ったまま9月21日に2年連続で地区優勝を決めた。ディビジョンシリーズでは中地区を制したセントルイス・カージナルスと2012年のナショナルリーグワイルドカードゲーム以来の対戦となり、3戦目に王手を掛けるも4、5戦を落として2勝3敗でまたもシリーズ敗退となった。特に第5戦では先発のマイク・フォルテネービッチが初回に1死しか取れずに7失点で降板し、1回だけで合計10点を失うポストシーズン新記録を作り結果として13対1の屈辱的な大敗を喫した。

### 2020年代
2020年9月9日の対マイアミ・マーリンズ戦でアダム・デュバルが球団初となる今季2度目の1試合3本塁打9打点などの活躍で29得点で勝利。1900年以降のナ・リーグ新記録となった。
2021年は前半戦に好調だったアクーニャ・ジュニアが大怪我でシーズン終了となった。オールスターゲーム後の後半戦にはカブスからジョク・ピーダーソンをトレードで獲得。その後は、前年まで所属していたアダム・デュバルをマーリンズからトレードで復帰させ、インディアンスからエディ・ロサリオをトレードで、ロイヤルズからホルヘ・ソレアをトレードで獲得するなど、外野手を多く獲得した。その甲斐もあって、最終的に88勝73敗で4年連続21度目の地区優勝。ワールドシリーズまで進出し、ヒューストン・アストロズと対決。4勝2敗で26年ぶり4度目のワールドシリーズ優勝を果たした。
2022年は5年連続で地区優勝を果たした。しかし、ディビジョンシリーズではフィラデルフィア・フィリーズと対戦したが、1勝3敗で敗退となった。
2023年10月1日に歴代1位タイ記録となるチーム307本塁打を達成した。6年連続で地区優勝を果たしたが、ディビジョンシリーズではフィラデルフィア・フィリーズと対戦したが、前年と同じく、1勝3敗で敗退となった。

## 選手名鑑

### アメリカ野球殿堂表彰者
- ハンク・アーロン (Hank Aaron)
- アール・アベリル (Earl Averill)
- デイブ・バンクロフト (Dave Bancroft)
- ダン・ブローザース (Dan Brouthers)
- オーランド・セペダ (Orlando Cepeda)
- ジョン・クラークソン (John Clarkson)
- ジミー・コリンズ (Jimmy Collins)
- ヒュー・ダフィー (Hugh Duffy)
- ジョニー・エバース (Johnny Evers)
- トム・グラビン (Tom Glavine)
- バーリー・グライムス (Burleigh Grimes)
- ビリー・ハミルトン (Billy Hamilton)
- ビリー・ハーマン (Billy Herman)
- ロジャース・ホーンスビー (Rogers Hornsby)
- チッパー・ジョーンズ (Chipper Jones)
- ジョー・ケリー (Joe Kelley)
- キング・ケリー (King Kelly)
- トニー・ラルーサ (Tony La Russa)
- アーニー・ロンバルディ (Ernie Lombardi)
- アル・ロペス (Al Lopez)
- グレッグ・マダックス (Greg Maddux)
- ラビット・モランビル (Rabbit Maranville)
- ルーブ・マーカード (Rube Marquard)
- エディ・マシューズ (Eddie Mathews)
- トミー・マッカーシー (Tommy McCarthy)
- フレッド・マグリフ (Fred McGriff)

- ビル・マケシュニー (Bill McKechnie)
- ジョー・メドウィック (Joe Medwick)
- キッド・ニコルズ (Kid Nichols)
- フィル・ニークロ (Phil Niekro)
- ジム・オルーク (Jim O'Rourke)
- ゲイロード・ペリー (Gaylord Perry)
- チャールズ・ラドボーン (Charles Radbourn)
- ベーブ・ルース (Babe Ruth)
- レッド・ショーエンディーンスト (Red Schoendienst)
- アル・シモンズ (Al Simmons)
- テッド・シモンズ (Ted Simmons)
- ジョージ・シスラー (George Sisler)
- イーノス・スローター (Enos Slaughter)
- ジョン・スモルツ (John Smoltz)
- ウォーレン・スパーン (Warren Spahn)
- ケーシー・ステンゲル (Casey Stengel)
- ブルース・スーター (Bruce Sutter)
- ジョー・トーリ (Joe Torre)
- ビリー・ワグナー (Billy Wagner)
- エド・ウォルシュ (Ed Walsh)
- ロイド・ウェイナー (Lloyd Waner)
- ポール・ウェイナー (Paul Waner)
- ホイト・ウィルヘルム (Hoyt Wilhelm)
- ビック・ウィリス (Vic Willis)
- ジョージ・ライト (George Wright)
- ハリー・ライト (Harry Wright)
- サイ・ヤング (Cy Young)

### 永久欠番
| 番号 | 選手                                     | ポジション | 備考                 |
| ---- | ---------------------------------------- | ---------- | -------------------- |
| 3    | デール・マーフィー (Dale Murphy)         | 外野手     | 1994年指定           |
| 6    | ボビー・コックス (Bobby Cox)             | 監督       | 2011年指定           |
| 10   | チッパー・ジョーンズ (Chipper Jones)     | 三塁手     | 2013年指定           |
| 21   | ウォーレン・スパーン (Warren Spahn)      | 投手       | 1965年指定           |
| 25   | アンドリュー・ジョーンズ (Andruw Jones)  | 外野手     | 2023年指定           |
| 29   | ジョン・スモルツ (John Smoltz)           | 投手       | 2012年指定           |
| 31   | グレッグ・マダックス (Greg Maddux)       | 投手       | 2009年指定           |
| 35   | フィル・ニークロ (Phil Niekro)           | 投手       | 1984年指定           |
| 41   | エディ・マシューズ (Eddie Mathews)       | 三塁手     | 1969年指定           |
| 42   | ジャッキー・ロビンソン (Jackie Robinson) | 二塁手     | 全球団共通の永久欠番 |
| 44   | ハンク・アーロン (Hank Aaron)            | 外野手     | 1977年指定           |
| 47   | トム・グラビン (Tom Glavine)             | 投手       | 2010年指定           |

### 歴代所属日本人選手
- 11 川上憲伸（2009 - 2010）
- 40 斎藤隆 （2010）

## ブレーブス野球殿堂
1999年に設立され、33人が殿堂入りを果たしている。

### 殿堂入り表彰者
- ハンク・アーロン（1999年）
- エディ・マシューズ（1999年）
- ウォーレン・スパーン（1999年）
- フィル・ニークロ（1999年）
- テッド・ターナー（2000年）
- デール・マーフィー（2000年）
- アーニー・ジョンソン（2001年）
- ルー・バーデット（2001年）
- ジョニー・セイン（2002年）
- ビル・バーソロメイ（2002年）
- デル・クランドール（2003年）
- ピート・バン・ウィーレン（2004年）
- キッド・ニコルズ（2004年）
- トミー・ホームズ（2004年）
- スキップ・ケリー（2004年）
- ポール・スナイダー（2005年）
- ハーマン・ロング（2005年）
- ビル・ルーカス（2006年）
- ラルフ・ガー（2006年）
- デビッド・ジャスティス（2007年）
- グレッグ・マダックス（2009年）
- トム・グラビン（2010年）
- ボビー・コックス（2011年）
- ジョン・スモルツ（2012年）
- チッパー・ジョーンズ（2013年）
- デーブ・パースリー（2014年）
- ラビット・モランビル（2014年）
- ハビー・ロペス（2014年）
- ドン・サットン [9]（2015年）
- アンドリュー・ジョーンズ（2016年）
- ジョン・シャーホルツ（GM、球団社長）（2016年）
- ティム・ハドソン（2018年）
- ジョー・シンプソン（2018年）

## 傘下マイナーチーム
| クラス | チーム                                                                   | 参加リーグ                                            | 提携   | 本拠地                                                  |
| ------ | ------------------------------------------------------------------------ | ----------------------------------------------------- | ------ | ------------------------------------------------------- |
| AAA    | グウィネット・ストライパーズ Gwinnett Stripers                           | インターナショナルリーグ International League         | 2009年 | ジョージア州ローレンスビル クールレー・フィールド       |
| AA     | コロンバス・クリンストーンズ Columbus Clingstones                        | サザンリーグ Southern League                          | 2005年 | ジョージア州コロンバス サイノバス・パーク               |
| High-A | ローム・エンペラーズ Rome Emperors                                       | サウス・アトランティックリーグ South Atlantic League  | 2003年 | ジョージア州ローム ステイト・ミューチュアル・スタジアム |
| Low-A  | オーガスタ・グリーンジャケッツ Augusta GreenJackets                      | カロライナリーグ Carolina League                      | 2021年 | サウスカロライナ州ノースオーガスタ SRPパーク            |
| Rookie | フロリダ・コンプレックスリーグ・ブレーブス Florida Complex League Braves | フロリダ・コンプレックスリーグ Florida Complex League | 1976年 | フロリダ州オーランド チャンピオン・スタジアム           |
| Rookie | ドミニカン・サマーリーグ・ブレーブス Dominican Summer League Braves      | ドミニカン・サマーリーグ Dominican Summer League      | 2001年 | ドミニカ共和国 ブレーブス・アカデミー                   |